# Uwe Britten
Uwe Britten (* 1961 in Werl) ist ein deutscher Autor.
Britten erlangte nach mehreren Anläufen auf dem zweiten Bildungsweg das Abitur und studierte anschließend Germanistik und Philosophie in Bamberg und Siegen.
Für die Recherchen zu seinem Reportageroman Straßenkid lebte er sechs Wochen auf der Straße. Er bekam auf diese Weise näheren Kontakt zu Berliner Straßenkindern.
Zwei Jugendstrafanstalten gestatteten ihm, näheren Kontakt zu verurteilten jugendlichen Straftätern zu pflegen, um Informationen für das Buch Ab in den Knast zu sammeln.
Zusammen mit der Journalistin Eva Schlittenbauer interviewte er im Rahmen seiner Recherchen zu dem Buch Ab in den Knast das ehemalige RAF-Mitglied Peter-Jürgen Boock.

## Veröffentlichungen (Auszug)
- Abgehauen: Wie Deutschlands Strassenkinder leben. Bamberg 1995, ISBN 3-928062-11-5.
- Methoden und Positionen der Literaturwissenschaft, Uwe Britten, Universität Bamberg. Arbeitsbereich des Faches Neuere Deutsche Literaturwissenschaft. Arbeitsgruppe Literaturwissenschaft, Otto-Friedrich-Universität Bamberg, 1989 (DNB 900643625; eingeschränkte Vorschau in der Google-Buchsuche).
- Straßenkid. Jugendroman. Palette, Bamberg 2008, ISBN 978-3-928062-21-3, inkl. Lehrerbegleitheft.
- Ab in den Knast. Jugendroman. Bertelsmann, München 2006, ISBN 3-570-30365-9. Lehrerbegleitheft: Hase und Igel, Ismaning 2002.
- Das Berufsausbildungsbuch, Wie Eltern ihre Kinder unterstützen können. Balance, Bonn 2007, ISBN 978-3-86739-033-0.
- Selfmade. Jugendroman. Thienemann, Stuttgart 2005, ISBN 3-522-17749-5. incl. Lehrerbegleitheft.
- Ronnie Vahrt, Uwe Britten: Abgefahren – Mein Leben als Crash-Kid. Rowohlt, Reinbek bei Hamburg 1997, ISBN 3-499-13897-2.